# Ewa Skrzydło-Tefelska
Ewa Skrzydło-Tefelska – polska prawnik, radca prawny, doktor habilitowany nauk prawnych, 
profesor nadzwyczajny Akademii Leona Koźmińskiego, specjalistka w zakresie prawa europejskiego, prawa prywatnego międzynarodowego, prawa reklamy i prawa własności przemysłowej. Od 2025 prezes Urzędu Patentowego Rzeczypospolitej Polskiej.

## Życiorys
Ukończyła studia prawnicze na Wydziale Prawa i Administracji Uniwersytetu Marii Curie-Skłodowskiej w Lublinie. Została tam adiunktem w Katedrze Prawa Wspólnot Europejskich. Na tym samym wydziale w 2013 uzyskała stopień doktora habilitowanego nauk prawnych w dyscyplinie prawo, specjalność: prawo Unii Europejskiej. Została profesorem nadzwyczajnym Akademii Leona Koźmińskiego w Warszawie.
W 1995 została radcą prawnym. Od 7 maja 2025 pełni funkcję prezesa Urzędu Patentowego Rzeczypospolitej Polskiej.